# Louis de Jaucourt
Louis de Jaucourt (Paris, 16 de setembro 1704 – Compiègne, 3 fevereiro de 1779) foi um erudito francês e um dos mais prolíficos contribuidores para a Encyclopédie. Ele escreveu por volta de 18 000 artigos sobre assuntos envolvendo fisiologia, química, botânica, patologia, e história da política, ou cerca de 25% de toda a enciclopédia, tudo feito voluntariamente. Nas gerações após a Encyclopédie, principalmente por sua ascendência aristocrática, seu legado foi largamente ocultado por filósofos tais como Denis Diderot, Jean-Jacques Rousseau e outros, mas, na metade do século XX, acadêmicos voltaram a prestar atenção a sua contribuição.

## Biografia
Jaucourt estudou teologia na Universidade de Genebra, ciências naturais na Universidade de Cambridge, e medicina na Universidade de Leiden. Após retornar a França, ele passou os próximos 20 anos escrevendo o Lexicon medicum univesalis, um trabalho de 6 volumes sobre anatomia. Ele o mandou para ser publicado em Amsterdam para escapar da censura Francesa, mas o navio em que estavam os manuscritos afundou, e 20 anos de trabalho foram perdidos. Ele ainda escreveu uma biografia sobre Leibniz em 1756.
Ele se ofereceu para trabalhar na Enciclopédia, recrutado pelo editor Michel-Antoine David a partir do segundo volume da obra. Ele começou modestamente, com apenas alguns artigos em cada um dos volumes seguintes, mas gradualmente tornou-se mais e mais envolvido. Entre 1759 e 1765, ele escreveu, em média, oito artigos de enciclopédia por dia, para um total de 17 266 de 71 818 artigos (ou cerca de 25%), tornando-o, de longe, o colaborador mais prolífico para a Enciclopédia. Suas contribuições chegam a 4 700 000 palavras. Ele foi especialmente ativo nos volumes finais, escrevendo entre 30% e 45% dos artigos nos volumes 10-17. Isso lhe valeu o apelido de l'esclave de l'Encyclopédie (o escravo da Enciclopédia).
Ao contrário de outros editores, Jaucourt era rico e independente e não pediu nenhum pagamento pelo seu trabalho em tempo integral. A maioria de seus trabalhos consistia de resumir livros inteiros para adicionar a artigos da enciclopédia, com muito conteúdo copiado na íntegra a partir de fontes existentes. Ele empregou um grupo de secretários, do seu próprio bolso, para ajudar com o esforço. Ele escreveu principalmente sobre as ciências, especialmente medicina e biologia. Ele tinha uma abordagem ligada ao mecanicismo. Isto está em nítido contraste com o outro colaborador importante nesta área, Menuret de Chambaud, que tinha uma aproximação aos temas mais de cunho vitalista.
Embora seu foco principal tenha sido sobre ciência e biologia, ele também cobriu uma ampla gama de outros assuntos. É em suas obras sobre a história e a sociedade que suas opiniões políticas e filosóficas tornam-se claramente evidentes. Ele escreveu artigos de importância central sobre guerra, política, pessoas e Maomé. Sua escrita nunca foi tão abertamente prolífica em política como outros colaboradores, tais como Diderot e Voltaire, mas é claro que ele possuía pontos de vista profundamente arraigados. Algumas de suas obras, tais como aqueles sobre temas históricos, contêm claramente mensagens radicais e anticlericais através de comparações implícitas entre o passado antigo e a França moderna. Ele também fez trabalhos importantes sobre escravidão, o comércio de escravos, e os negros, condenando veementemente a escravidão como sendo contrária aos direitos naturais e liberdades.
Jaucourt praticou medicina e foi um membro da Academia Real Inglesa e das academias de Berlim, Estocolmo e Bordeaux.